# Lembit Oll
Lembit Oll (* 23. April 1966 in Kohtla-Järve; † 17. Mai 1999 in Tallinn) war ein estnischer Schachspieler.

## Leben
Lembit Oll durchlief die Sowjetische Schachschule und hatte bereits als Jugendlicher zahlreiche Erfolge. 1982 wurde er Meister Estlands, 1984 Jugendmeister der UdSSR und vertrat die Sowjetunion auf verschiedenen Jugendeuropa- und Weltmeisterschaften. Sein enormes Talent entfaltete sich vollends nach dem Zusammenbruch des Sowjetreiches: 1989 siegte er in Espoo, Tallinn (Zonenturnier) und Helsinki. 1990 in Terrassa, 1991 in Sydney und Helsinki, 1992 in Sevilla, 1993 in Vilnius, Den Haag und Antwerpen. 1994 gewann er gemeinsam mit seinem Landsmann Jaan Ehlvest das New York-Open. 1995 gewann er in Helsinki und das Zonenturnier in Riga, 1996 in Sankt Petersburg, 1997 in Køge, Hoogeveen (geteilt) und Szeged (geteilt). Oll erhielt 1983 von der FIDE den Titel Internationaler Meister verliehen, 1990 wurde er Großmeister.
Oll war verheiratet und Vater von zwei Söhnen. Nach der Scheidung von seiner Frau verfiel er in Depressionen und nahm sich mit 33 Jahren durch einen Sturz aus seiner Tallinner Wohnung im 4. Stockwerk das Leben. Oll war zu diesem Zeitpunkt der beste Spieler Estlands, hatte eine Elo-Zahl von 2630 und nahm auf der Weltrangliste Platz 42 ein. Sein letztes Turnier spielte er 1999 in Nova Gorica, wo er geteilter Zweiter wurde. Er wurde in Tallinn beigesetzt, unweit des Grabes von Paul Keres.
Seine höchste erreichte Elo-Zahl lag bei 2650 im Juli 1998.

## Partiebeispiel
|   | a | b | c | d | e | f | g | h |   |
| 8 |   |   |   |   |   |   |   |   | 8 |
| 7 |   |   |   |   |   |   |   |   | 7 |
| 6 |   |   |   |   |   |   |   |   | 6 |
| 5 |   |   |   |   |   |   |   |   | 5 |
| 4 |   |   |   |   |   |   |   |   | 4 |
| 3 |   |   |   |   |   |   |   |   | 3 |
| 2 |   |   |   |   |   |   |   |   | 2 |
| 1 |   |   |   |   |   |   |   |   | 1 |
|   | a | b | c | d | e | f | g | h |   |

In der folgenden Partie im Turnier von St. Petersburg 1996 besiegte Oll mit den schwarzen Steinen Wiktar Kuprejtschyk.
Kupreitschik–Oll 0:1
St. Petersburg, 1996
Sizilianische Verteidigung (Najdorf-Variante), B90
1. e4 c5 2. Sc3 d6 3. Sf3 Sf6 4. d4 cxd4 5. Sxd4 a6 6. h3 g6 7. Lc4 Lg7 8. 0–0 9. Te1 Sc6 10. Lb3 Ld7 11. Lg5 Sxd4 12. Dxd4 h6 13. Ld2 Lc6 14. Dd3 Sd7 15. Le3 Sc5 16. Lxc5 dxc5 17. Dg3 e6 18. Lc4 Dg5 19. Dxg5 hxg5 20. a4 Tfd8 21. e5 Td4 22. b3 g4 23. h4 Td2 24. Ld3 g3 25. Se4 Lxe4 26. Txe4 gxf2+ 27. Kf1 Td8 28. Tc1 Td4 29. Txd4 cxd4 30. Le2 Lxe5 31. Kxf2 Lf4 32. Td1 Le3+ 33. Kf3 Txc2 34. g4 Kg7 35. g5 Tb2 36. Lc4 Kf8 37. Th1 Ke7 38. Ke4 Tf2 39. h5 gxh5 40. Txh5 Tf4+ 41. Kd3 Tf5 42. Ke4 Lxg5 43. Th8 Tf4+ 44. Kd3 Kd7 45. Tb8 Kc7 46. Tf8 Le7 0:1

## Nationalmannschaft
Mit Estland nahm Oll an den Schacholympiaden 1992, 1994, 1996 und 1998 und der Mannschaftseuropameisterschaft 1997 teil.

## Vereine
In der niederländischen Meesterklasse beziehungsweise Hoofdklasse spielte Oll für Volmac Rotterdam, mit denen er auch 1993 am European Club Cup teilnahm. Beim European Club Cup vertrat er außerdem 1992 Honvéd Budapest sowie 1997 und 1998 die Mannschaft von Polonia Warschau, mit der er bei beiden Teilnahmen den zweiten Platz erreichte.